# Poza Rica de Hidalgo
Poza Rica de Hidalgo (röviden Poza Rica) egy város Mexikó Veracruz államának északi részén. 2010-ben lakossága meghaladta a 185 000 főt. Jelentős kőolajtermelő település.

## Földrajz

### Fekvése
A város Veracruz állam északi részén fekszik a Mexikói-öböl mentén húzódó síkság területén, a tengerparttól körülbelül 30 km távolságra. Felszíne nem teljesen sík, de csak néhány tíz méteres szintkülönbségek találhatók benne, főként délkeleti része fekszik magasabban. Közvetlen környezetében mezőgazdasági területek éppúgy megtalláhatók, mint rétek, legelők és a vadon.

### Éghajlat
A város éghajlata forró, nyáron és ősz elején igen csapadékos. Minden hónapban mértek már legalább 36 °C-os hőséget, a rekord elérte a 47 °C-ot is. Az átlagos hőmérsékletek a januári 19,3 és a júliusi 29,1 fok között váltakoznak, a fagy rendkívül ritka. Az évi átlagosan 1143 mm csapadék időbeli eloszlása nagyon egyenetlen: a júniustól októberig tartó 5 hónapos időszak alatt hull az éves mennyiség mintegy 70%-a.
| Hónap                                   | Jan. | Feb. | Már. | Ápr. | Máj. | Jún. | Júl. | Aug. | Szep. | Okt. | Nov. | Dec. | Év   |
| --------------------------------------- | ---- | ---- | ---- | ---- | ---- | ---- | ---- | ---- | ----- | ---- | ---- | ---- | ---- |
| Rekord max. hőmérséklet (°C)            | 36,0 | 38,5 | 42,5 | 47,0 | 45,5 | 43,5 | 40,0 | 41,0 | 40,0  | 39,0 | 38,0 | 36,0 | 47,0 |
| Átlagos max. hőmérséklet (°C)           | 24,3 | 26,1 | 29,1 | 32,3 | 34,7 | 34,8 | 33,7 | 34,2 | 32,9  | 31,0 | 27,9 | 24,9 | 30,5 |
| Átlaghőmérséklet (°C)                   | 19,3 | 20,7 | 23,5 | 26,4 | 28,8 | 29,1 | 28,2 | 28,4 | 27,6  | 25,7 | 22,7 | 20,2 | 25,1 |
| Átlagos min. hőmérséklet (°C)           | 14,4 | 15,4 | 17,8 | 20,5 | 22,8 | 23,4 | 22,7 | 22,7 | 22,2  | 20,3 | 17,6 | 15,5 | 19,6 |
| Rekord min. hőmérséklet (°C)            | 0,5  | 2,5  | 7,0  | 9,0  | 14,0 | 17,0 | 6,0  | 15,0 | 12,0  | 10,5 | 6,0  | −0,5 | −0,5 |
| Átl. csapadékmennyiség (mm)             | 40   | 38   | 31   | 57   | 72   | 137  | 131  | 125  | 231   | 155  | 78   | 50   | 1143 |
| Forrás: Servicio Meteorológico Nacional |      |      |      |      |      |      |      |      |       |      |      |      |      |

## Népesség
A település népessége a közelmúltban egy időszaktól eltekintve folyamatosan növekedett:
| Év   | Lakosság |
| ---- | -------- |
| 1990 | 151 739  |
| 1995 | 153 585  |
| 2000 | 151 441  |
| 2005 | 174 512  |
| 2010 | 185 242  |

## Története
A város nevében szereplő poza szó olyan kis tavacskát jelent, ami akkor alakul ki, ha egy gödörben meggyűlik a víz, a rica pedig „gazdag”-ot jelent. A település azért kapta ezt a nevet, mert korábban valóban volt itt egy halban gazdag kis tó. A de Hidalgo utótagot a mexikói függetlenségi háború hőse, Miguel Hidalgo y Costilla után kapta.
Az első lakók az 1872-ben a Mollejón patak partján kunyhókat építő totonák indiánok voltak. 1905-ben, mivel a felépült új vasút 56-os kilométerénél helyezkedett el, a Kilómetro 56 nevet kapta. Korábban Coatzintla községhez tartozott, de egy 1951. december 26-ai törvény alapján létrejött az önálló Poza Rica község is.
A város gazdaságát megalapozó olajkitermelés beindításához 1928-ban tették meg az első lépést egy kút fúrásával, majd 1930-ban megnyitották az igen gazdag Poza Rica 2 kutat is. Az első légi utasjárat 1936-ban indult el a városban, 1960-ban pedig a szövetségi villamos művek nyitott új központot a településen.

## Turizmus, látnivalók, kultúra
Poza Rica nem jelentős turisztikai célpont, régi műemlékei sincsenek. Néhány emlékmű és park jelenti a város nevezetességeit, illetve néhány, egységes utcaképet alkotó magas, fehér falú, nyeregtetős ház a porfiriátus idejéből. A kultúrházban művészeti kiállítás tekinthető meg. A helyi ünnepek többnyire vallási jellegűek. A Poza Rica-i kézművesek fő termékei a fából készült tárgyak, a hímzések és a papel picado.